# Брадеско
„Брадеско“ (на португалски: Bradesco) е бразилска банка със седалище в Озаско, щата Сао Пауло.
Основана през 1943 година, през 1951 година тя вече е най-голямата частна банка в страната. Днес тя е сред водещите банки в Бразилия и цяла Латинска Америка, като има над 5 хиляди клона, над 100 хиляди служители и активи за 361 милиарда американски долара (2018). Освен основната си дейност като търговска банка „Брадеско“ предлага и услуги в областта на застраховането и пенсионното осигуряване.